# Piraterie

Populäres Piratensymbol: der Jolly Roger

Die klassische Piraterie oder Seeräuberei bezeichnet kriminelle Überfälle auf hoher See, ausgehend von bewaffneten Besatzungen von Seefahrzeugen (genannt: Piraten oder Seeräuber) auf die Besatzungen anderer Seefahrzeuge, zu eigennützigen oder terroristischen Zwecken. Bei derartigen Überfällen werden üblicherweise Eigentumsdelikte, Geiselnahmen, Menschenhandel, Erpressungen, Gewaltaktionen und Tötungen begangen. Das Pendant zur Piraterie, die auf Gewässern stattfindet, ist die Luftpiraterie, die sich auf Flugzeuge im Luftraum bezieht.
Bis zum völkerrechtlichen Übereinkommen über die Hohe See 1958 wurden unter Piraterie meist dieselben Taten verstanden, soweit sie überhaupt auf See oder auch von See aus begangen wurden.
Bis ins 19. Jahrhundert gab es noch staatlich mittels Kaperbriefs autorisierte Private (Freibeuter, Kaperfahrer), die wie Piraten agierten und nicht als Kaperer zu erkennen waren. Mit Unterzeichnung der Pariser Seerechtsdeklaration vom 16. April 1856 begann die allmähliche internationale Ächtung der Kaperei.
Die Strandräuberei wird oft als „Strandpiraterie“ bezeichnet, wobei diese Begrifflichkeit nach der Bedeutung der Piraterie eigentlich unzutreffend ist.

## Bezeichnungen
Das Wort Pirat ist abgeleitet von lateinisch pirata „Seeräuber“. Dieses ist ein lateinisches Lehnwort zu altgriechisch πειρατής peirātḗs, das sich über πεῖρα peira „Wagnis, Unternehmen, Überfall“ von πειρᾶν peiran „versuchen, unternehmen, auskundschaften“ ableitet. Da πειρατής im Griechischen auch einfach einen Kämpfer zur See bezeichnen konnte, dessen Legitimität man bestritt, gab es daneben den präziseren Ausdruck καταποντιστής katapontistḗs, der tatsächlich ausschließlich einen Seeräuber im engeren Sinne bezeichnete.
Die Wörter Flibustier und Bukanier bezeichnen ursprünglich zwei Gruppen von Freibeutern in der Karibik, sie werden jedoch bisweilen auch als Synonyme für die Freibeuterei – also Seeräuberei im Auftrag einer kriegführenden Macht – oder gar die Piraterie im Allgemeinen verwendet.

## Status
Piraterie ist international geächtet. Alle Staaten sind daher unabhängig von der Nationalität der Täter und ihrer Fahrzeuge sowie vom Tatort zu ihrer Bekämpfung und Verfolgung berechtigt und dabei zur Zusammenarbeit verpflichtet. Im Altertum wurden Piraten meist nicht von Kriegführenden unterschieden, ihre Beschäftigung galt häufig als ehrbar. Entsprechend wurden sie nach Gesichtspunkten der Opportunität entweder bekämpft oder in Sold genommen. Etwa seit 1400–1200 v. Chr. existierte im Mittelmeer ein Seevölkerrecht, aber erst um die Zeit des attisch-delischen Seebundes im 5. Jahrhundert v. Chr. änderte sich darin die Auffassung des Piraten vom Feind zum Verbrecher. Im ersten Jahrhundert v. Chr. bezeichnete Cicero die Piraten als Feinde der Menschheit, gegenüber denen kein Versprechen und kein Schwur zu halten sei. Nach einer Periode relativer Bedeutungslosigkeit des Seerechts verfestigte sich diese Ansicht im Hochmittelalter in der pauschalen Friedloserklärung des vermeintlich außerhalb der christlichen Gemeinschaft stehenden Piraten. Dies wirkte noch bis ins 19. Jahrhundert fort im Recht, Piraten auf See jederzeit ohne weiteres töten zu dürfen. Mittlerweile werden auch Forderungen nach weniger moralisierenden bzw. parteiischen Zugängen zum Thema Piraterie laut.
Dennoch tritt Piraterie als überdauerndes Phänomen der Kulturgeschichte immer auf, wenn die Voraussetzungen dazu gegeben sind. Dies ist überall dort der Fall, wo der Seehandel ein ausreichend großes Aufkommen erreicht, gleichzeitig die Intensität der Überwachung und Bekämpfung ein bestimmtes Maß im Verhältnis zur Küstenlänge nicht überschreitet und ein Teil der Bevölkerung in der Piraterie eine lohnende Alternative zu anderer Beschäftigung sieht. Es trifft vor allem auf Schwellenländer und einzelne große Häfen mit wenig effizienten Behörden zu und auch auf Seegebiete, wo wichtige internationale Schifffahrtsrouten an Küsten entlangführen, an denen dadurch die Kapazitäten der lokalen Behörden überfordert sind. Relativ hohe Risiken für die Schifffahrt bestehen im Gebiet um Indonesien und in der Straße von Malakka, vor West- und Ostafrika einschließlich des Golfes von Aden sowie vor Chittagong. Daneben gibt es noch in der Karibik und in Indien nennenswerte Piraterie. Betroffen ist weit überwiegend die Frachtschifffahrt, die meist ihres Bargeldes und der Wertgegenstände, seltener des Schiffes oder der Ladung beraubt wird. Vor Somalia fanden Anfang des 21. Jahrhunderts sehr viele Entführungen von Schiff und Besatzung mit Erpressung der Reedereien statt.
Die Piraterie breitete sich in der Geschichte vor allem in der Folge von Aufschwüngen des Seehandels aus, wurde dann aber jeweils bald unterdrückt. Der vermeintlich heldenhafte und ruhmreiche Charakter der Piraterie im herrschaftsfreien Raum der hohen See und die Vorstellung von zusammengetragenen Reichtümern haben wesentlich zur bleibenden Faszination der literarisch-medialen Figur des Piraten beigetragen. Die Darstellung der Piraten schwankt hierbei zwischen Dämonisierung und romantisch verklärter Überhöhung.

## Geschichte der Piraterie
Die erste dokumentierte Piraterie stammt aus dem 14. Jahrhundert vor Christus in Ägypten.

### Europa
In der Antike betrieben alle seefahrenden Völker Piraterie. Es überwog Küstenpiraterie, bei der mit Ruderbooten und ungedeckten Galeeren Küstenorte überfallen und küstennah fahrende oder rastende Schiffe bei günstigen Gelegenheiten überfallen wurden. Erst mit der Entwicklung der Triere im 6. Jahrhundert v. Chr. wurde es technisch möglich, auch andere Schiffe zu verfolgen und Piraterie auf See effektiv zu betreiben. Insgesamt folgte die Entwicklung der Piraterie den technischen Möglichkeiten des jeweiligen Zeitalters.
In der hellenistischen Epoche war Kreta ein berüchtigter Piratenstandort. Der Schwerpunkt der Piraterie verschob sich im 2. Jahrhundert v. Chr. nach Kilikien. In der Schwächephase der römischen Republik im letzten Jahrhundert v. Chr. wurde die Bedrohung der ägyptischen Kornlieferungen durch kilikische Piraten sogar für Rom zu einer nahezu existentiellen Bedrohung. Rom überließ die Bekämpfung der Piraten lange den griechischen Verbündeten. Erst die entschiedene Kampagne unter Gnaeus Pompeius im Jahr 67 v. Chr. stellte die Sicherheit der Seewege im Mittelmeer wieder her. In der weiteren Geschichte ist nie wieder in so kurzer Zeit ein so vollständiger und dauerhafter Sieg über das organisierte Piratentum errungen worden.
In der zweiten Hälfte des 3. Jahrhunderts und im 4. Jahrhundert werden Sachsen als Piraten an den Küsten Britanniens und Galliens genannt.
Vom Ende des 8. bis zum Beginn des 11. Jahrhunderts suchten skandinavische Seeräuber (Wikinger) die Küsten Nordeuropas heim. Mit ihren typischen schnellen Wikingerschiffen drangen sie entlang der großen Flüsse bis tief ins Binnenland vor und plünderten nach verheerenden Überraschungsangriffen zahlreiche Klöster, Städte und Handelsplätze.
Bereits im Spätmittelalter begannen Landesherren und Städte im Rahmen des Fehdewesens damit, Schiffskapitäne mit Kaperbriefen auszustatten. Dadurch erhielten die Kaperfahrer theoretisch einen legalen Anspruch, von der Gegenseite als Kombattanten behandelt zu werden, allerdings nur so lange, wie der kriegerische Konflikt andauerte. Setzten sie ihre Räubereien in Friedenszeiten fort – was leicht geschah, da sie im Gegensatz zu Söldnern keinen festen Sold erhielten, sondern nur einen Anteil an der Beute (Prise) –, machte dies sie umgehend zu gewöhnlichen Piraten. Im letzten Viertel des 14. Jahrhunderts kam es auch in Nord- und Ostsee zu einem bedeutenden Anstieg des Piratenwesens. Die Likedeeler oder Vitalienbrüder bedrohten und schädigten den Handel der Hanse zeitweilig ernsthaft. Wie einige spätere Seeräuber im so genannten „Goldenen Zeitalter“ teilten sie ihre Beute zu gleichen Teilen, daher stammt die Bezeichnung ‚Likedeeler‘ (Niederdeutsch für „Gleichteiler“).
Allein zwischen 1390 und 1597 wurden mindestens 428 Seeräuber auf dem Grasbrook, einer Insel vor den Toren Hamburgs, hingerichtet. Unter ihnen waren nachweislich die Vitalienbrüder Gödeke Michels und Magister Wigbold sowie mutmaßlich Klaus Störtebeker.
Im Mittelmeer wurde die halblegale Praxis der Kaperfahrt, die dem Missbrauch und der Willkür Tür und Tor öffnete, nicht nur von christlichen Fürsten und den aufstrebenden Handelsmetropolen wie der Republik Venedig bis weit in die Neuzeit hinein betrieben, sondern auch von den Malteser-Ordensrittern und den moslemischen Herrschern Nordafrikas. Hierbei spielte neben dem Raub auch die Erbeutung von Sklaven sowie die Erpressung von Tribut- und Lösegeldzahlungen eine wichtige Rolle. Die Barbareskenkorsaren stellten besonders seit dem 16. Jahrhundert eine Bedrohung für den Seehandel und die Küsten des gesamten Mittelmeeres und für Teile des Atlantiks dar. Erst Mitte des 19. Jahrhunderts wurden die Barbaresken durch die Flotten verschiedener europäischer Nationen und der US Navy endgültig besiegt. Auch im östlichen Mittelmeer und auf den griechischen Inseln gab es zur Zeit des Osmanischen Reichs Piraterie; so wurden die Piraten von Catecali und von anderen Orten 1827 von der Royal Navy vertrieben.

### Ostasien
Etwa zur selben Zeit nahm die Entwicklung der Piraterie in Ostasien eine andere Richtung. Im 13. und 14. Jahrhundert überfielen besonders japanische Piraten, die so genannten Wokou, die Küsten von Korea und Nord-China. Nur in den Zeiten der versuchten Mongoleninvasionen in Japan verminderten sich deren Aktivitäten. Im 16. Jahrhundert verlagerte sich die Piraterie vermehrt auf chinesische Gewässer. Obwohl weiterhin der Name „Wokou“ benutzt wurde, handelte es sich jetzt eher um einheimische Banditen und Schmuggler, die gelegentlich, entlang der großen Flüsse, sogar Raubzüge bis weit ins Hinterland unternahmen. Die Mannschaften wurden hiefür meist in den verarmten südchinesischen Fischerdörfern rekrutiert.
Seit den Wirren der Übergangszeit von der Ming- zur Qing-Dynastie im 17. Jahrhundert gelang es manchen chinesischen Kaufleuten bis ins 19. Jahrhundert, regelrechte „Piraten-Dynastien“ zu begründen, wie etwa die Familien Zheng, die nicht nur von konkurrierenden (auch europäischen) Händlern Schutzgelder erpressen konnten, sondern mit ihren riesigen Flotten auch zu einem politischen Machtfaktor in China, der Mandschurei und Vietnam wurden. Die Verteilung der Beute unter die Mannschaften erfolgte ebenfalls nach einem festen Schlüssel – im Gegensatz zu den euro-amerikanischen Piraten derselben Zeit waren die chinesischen Piratenflotten streng hierarchisch organisiert.

### Südostasien
In der zweiten Hälfte des 18. Jahrhunderts tauchten überall in Südostasien die Schiffe der Illanun (oder auch: Iranun) auf, überfielen Siedlungen an den Küsten und Schiffe, raubten Ladung und verschleppten Menschen. Viele dieser Plünderer wurden von Herrschern aus den Handelsstaaten Sulu, Maguindanao, Siak und Sambas beauftragt. Sie fuhren in manchmal sogar zweistöckigen, über 30 m langen Praus oder Lanongs, von mehr als hundert Sklaven gerudert und mit kunstvoll geschmiedeten schwenkbaren Kanonen aus Bronze bewaffnet. Sie gelangten bis zur Straße von Malakka, den nördlichen Philippinen, Neuguinea und den Gewürzinseln.
In den Jahren 1774 bis 1798 brachen jährlich 150 bis 200 Lanongs von Sulu und Maguindanao aus auf, Flotten von bis zu 50 Praus transportierten 2.500 bis 3.000 Personen, einschließlich Artillerie. Ihr Ziel war der einträgliche Schiffshandel der Spanier, Holländer und Engländer sowie Bugis und Chinesen, die Zinn, Opium, Gewürze, Munition und Sklaven zwischen den Handelszentren von Manila, Makassar, Batavia und Penang transportierten.
In den Jahren 1768 bis 1848 wurden insgesamt mehrere hunderttausend Menschen als Sklaven nach Sulu verschleppt.
Die Tätigkeit der Piraterie und des Plünderns wurde von ganzen Gemeinschaften und Staaten als normaler Broterwerb betrachtet. Die wandernden Seeräuber errichteten Stützpunkte auf den Philippinen, Sumatra, Lombok, Flores und Sulawesi. Wichtig war hierbei die Expansion des Handels des Sultanats von Sulu im späten 18. Jahrhundert im Zuge des wachsenden globalen Handels; Mengen von Sklaven waren nötig, um Rohstoffe zu beschaffen und zu verarbeiten, die die Tausūg von Sulu brauchten, um europäische Händler für den chinesischen Markt zu beliefern.

### Karibik und „Goldenes Zeitalter“
Nach der Eroberung und während der Kolonisierung Amerikas durch Spanien und Portugal entwickelte sich in der Zeit vom 16. bis ins 18. Jahrhundert besonders in der Karibik und in den Küstengebieten Südamerikas eine Form der Piraterie, die noch heute das Bild der Piraten in der populären Vorstellung, im Film und in der Belletristik, maßgeblich bestimmt.
Ein Charakteristikum dieser Epoche bestand darin, dass alle seefahrenden europäischen Nationen dazu neigten, sich auf See einen permanenten und hartnäckigen Krieg zu liefern, ohne Rücksicht darauf, ob sich dieselben Nationen zu Lande gerade im Krieg befanden oder nicht. So verwischte sich die ohnehin schon verschwommene Grenze zwischen mehr oder weniger legalen Kaperfahrern und illegalen Piraten vollständig und es entwickelte sich das Phänomen des Freibeuters im eigentlichen Sinne. Das geopolitische Ziel der zunächst französischen und englischen, später auch niederländischen Regierungen bestand darin, vorrangig an den Reichtümern der Neuen Welt teilzuhaben und nachrangig den Handel ihrer Konkurrenten zu stören. Zusätzlich verschärft wurden diese Auseinandersetzungen durch die konfessionellen Unterschiede zwischen katholischen und protestantischen Nationen. Es entwickelten sich Piratennester als feste Stützpunkte der Freibeuter.
Ziel der Freibeuter war zunächst vor allem die spanische Silberflotte, mit der die jährliche Ausbeute der süd- und mittelamerikanischen Bergwerke nach Spanien geschafft wurde. Die Mannschaften wurden hierbei unter den einheimischen Bukanieren rekrutiert, die einen ganz eigenen Lebensstil mit eigenen Gesetzen entwickelten und die bei ihren Raubzügen bald auch auf solche Äußerlichkeiten wie Kaperbriefe verzichteten. Diese Ära endete um 1690, als alle damaligen Großmächte das Interesse an einem gesicherten Seehandel höher zu schätzen begannen als die Schwächung anderer Staaten. In der Folge kam es zu verstärkten Maßnahmen aller Seemächte gegen Seeräuberei. Die zahlreichen, aber nun von aller Welt geächteten Piraten suchten sich zunächst andere Zufluchtsstätten außerhalb der Karibik, wie die Häfen Nordamerikas, die Küsten Westafrikas oder von Madagaskar. Aber auch hier wurden sie bis etwa 1730 nach und nach vor allem durch die britische Royal Navy vertrieben.

## Piraterie in der Gegenwart
Mit der zunehmenden Entwicklung und Durchsetzung des internationalen Seerechts durch die Marinen der Überseehandel treibenden Nationen und mit der Erfindung und Verbreitung der Dampfschifffahrt wurde die klassische Piraterie im Einflussbereich der westlichen Industrienationen im Laufe des 19. und 20. Jahrhunderts immer mehr zurückgedrängt. Dennoch stellt die Piraterie in einigen Regionen wieder eine ernsthafte Gefahr dar und nimmt, bedingt durch Globalisierung und politische Umwälzungen, sogar zu. Es muss davon ausgegangen werden, dass die Dunkelziffer recht hoch ist. Häufig geben die Reedereien tatsächlich begangene oder versuchte Übergriffe nicht an, weil sonst die Versicherungsprämien steigen würden oder auch ihr Ansehen Schaden nehmen könnte.

### Aufsehenerregende Vorfälle

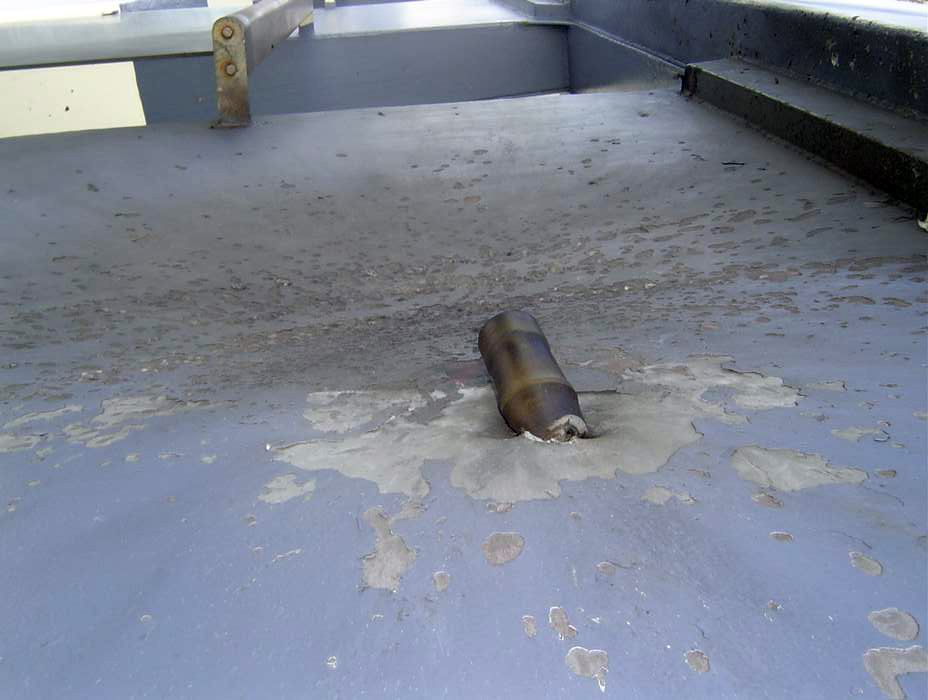
Der übriggebliebene Treibsatz einer RPG nach dem Angriff auf die Seabourn Spirit (2005)

1992 kam es zum Zusammenstoß zwischen der Ocean Blessing und dem Tanker Nagasaki Spirit. Letzterer war nach einem Piratenüberfall führerlos durch die Straße von Malakka gefahren. Es gab 51 Tote, 12.000 Tonnen Öl gelangten ins Meer.
Am 6. Dezember 2001 wurde der bekannte neuseeländische Regattasegler und Umweltschützer Sir Peter Blake auf seinem Boot von Flusspiraten in der Amazonasmündung erschossen, als er seiner Besatzung mit einem Gewehr zu Hilfe eilte.
2005 wurde das Passagierschiff Seabourn Spirit vor Somalia von mit Maschinengewehren und Panzerfäusten bewaffneten Booten angegriffen, wobei es zu einem Verletzten an Bord kam. Das Schiff entkam dem Angriff jedoch auf die hohe See.
Am 4. April 2008 überfielen Piraten die französische Yacht Le Ponant vor der Küste Somalias und nahmen etwa 30 Seeleute als Geiseln. Nach einer Woche wurden die Seeleute freigelassen, die sechs Piraten wurden von französischen Streitkräften in einem Hubschrauberangriff überwältigt. Vier der Piraten gehörten dem Clan des damaligen Präsidenten Somalias Abdullahi Yusuf Ahmed an.
Im September 2008 gelang es Piraten vor der somalischen Küste, den unter der Flagge Belizes fahrenden ukrainischen Frachter Faina mit 30 schweren Panzern an Bord zu kapern.
Am 15. November 2008 kaperten Piraten den unter liberianischer Flagge fahrenden Supertanker Sirius Star mit nach US-Angaben 25 Besatzungsmitgliedern. Bemerkenswert war hierbei die Entfernung des saudischen Tankers zur Küste, nämlich 800 km südöstlich der kenianischen Hafenstadt Mombasa. Diese Distanz ist für Piratenangriffe bisher sehr ungewöhnlich gewesen, weil die Entfernung zur Basis der Piraten überaus groß ist, welche in der autonomen somalischen Region Puntland vermutet wird. Bemerkenswert war auch die Beute der Piraten, denn die Sirius Star hatte als neueste Generation von Supertankern einen Wert von über 150 Millionen Euro. Zusätzlich hatte sie als Schiffsladung zwei Millionen Barrel Rohöl im Wert von ca. 80–90 Millionen Euro (ca. 110 Millionen US-Dollar) geladen.
Der von einer deutschen Reederei verwaltete Tanker Longchamp wurde gegen 2:30 Uhr am 29. Januar 2009 vor der Küste Somalias gekapert. Wegen des Vorfalls kam es erstmals in Hamburg zu Ermittlungen der Staatsanwaltschaft wegen Angriffs auf den Luft- und Seeverkehr.
Im Juli 2009 wurde die Arctic Sea in der Ostsee gekapert. Es gibt Vermutungen, dass das Schiff illegalerweise Waffen lieferte und im Zuge einer Geheimdienstaktion gekapert wurde.
Die FWN Rapide wurde im April 2018 vor Nigeria von Piraten überfallen und ein Teil der Besatzung verschleppt.

### Rechtliche Situation

#### Völkerrecht
Der von Hugo Grotius Anfang des 17. Jahrhunderts eingeführte Grundsatz der Freiheit der Meere beschränkt die Ausübung staatlicher Gewalt auf Hoher See auf Schiffe unter eigener Flagge. Piraterie blieb von diesem Grundsatz jedoch ausgenommen, da ihr Verbot schon lange vorher als zwingendes Recht angesehen wurde. Dieses Völkergewohnheitsrecht wurde im 20. Jahrhundert in die zum Seerecht geschlossenen völkerrechtlichen Abkommen übernommen.
Das Seerechtsübereinkommen der Vereinten Nationen vom 10. Dezember 1982 verpflichtet wie schon das Übereinkommen über die Hohe See vom 29. April 1958 die Staaten zur gemeinschaftlichen Bekämpfung der Piraterie und erlaubt ihnen hierzu auf hoher See das Aufbringen von Piratenfahrzeugen und die Festnahme der an Bord befindlichen Personen sowie die Beschlagnahme vorhandener Werte. Die weiteren Maßnahmen unterliegen der Rechtsprechung des aufbringenden Staates. Auch innerhalb ihrer Hoheitsgewässer besteht die Verpflichtung der einzelnen Staaten zur Bekämpfung der Piraterie. Ihre Souveränität bleibt hier jedoch unberührt. Piraten können von Kräften fremder Staaten daher nur bis an die Grenze der Hoheitsgewässer verfolgt werden, wenn die Anrainerstaaten keine weitere Kooperation wünschen.
Art. 101 des Seerechtsübereinkommens definiert dazu gleichlautend mit Art. 15 des Übereinkommens über die Hohe See:
„Seeräuberei ist jede der folgenden Handlungen:
a) jede rechtswidrige Gewalttat oder Freiheitsberaubung oder jede Plünderung, welche die Besatzung oder die Fahrgäste eines privaten Schiffes oder Luftfahrzeugs zu privaten Zwecken begehen und die gerichtet ist
i) auf Hoher See gegen ein anderes Schiff oder Luftfahrzeug oder gegen Personen oder Vermögenswerte an Bord dieses Schiffes oder Luftfahrzeugs;
ii) an einem Ort, der keiner staatlichen Hoheitsgewalt untersteht, gegen ein Schiff, ein Luftfahrzeug, Personen oder Vermögenswerte;
b) jede freiwillige Beteiligung am Einsatz eines Schiffes oder Luftfahrzeugs in Kenntnis von Tatsachen, aus denen sich ergibt, daß es ein Seeräuberschiff oder -luftfahrzeug ist;
c) jede Anstiftung zu einer unter Buchstabe a oder b bezeichneten Handlung oder jede absichtliche Erleichterung einer solchen Handlung.“
Diese Definition grenzt Seeräuberei explizit ab gegen vergleichbare Handlungen staatlich beauftragter Akteure. Hierbei handelt es sich völkerrechtlich um Maßnahmen eines Staates. Wenn eine solche Maßnahme nicht rechtmäßig ist, kann im Extremfall eine Angriffshandlung dieses Staates im Sinne des Art. 39 der Charta der Vereinten Nationen vorliegen.

#### Zuständigkeit im deutschen Staatsrecht
In Deutschland ist die sich für die Vertragsstaaten aus Art. 105 des Seerechtsübereinkommens ergebende Befugnis zum Aufbringen eines Seeräuberschiffs oder -luftfahrzeugs mit dem Seeaufgabengesetz und der Zuständigkeitsbezeichnungs-Verordnung See der Bundespolizei und dem Zoll übertragen, die seit 1994 im Koordinierungsverbund Küstenwache kooperieren.
Zum Einsatz der Marine gibt es unterschiedliche Rechtspositionen. Die eine meint, dass eine Wahrnehmung der Piratenbekämpfung durch die Deutsche Marine bereits durch Art. 87a Grundgesetz (GG) ausgeschlossen ist, durch den die Funktion der Streitkräfte auf die Verteidigung und wenige, ausdrücklich genannte, weitere Aufgaben beschränkt wird. Die Deutsche Marine ist damit auf die Gewährung von Nothilfe bei gegenwärtigen Angriffen beschränkt. Die Aufbringung eines Piratenfahrzeugs oder die Festnahme von Piraten wäre nach deutschem Recht eine Amtsanmaßung, entsprechende Befehle rechtswidrig.
Die Gegenmeinung beruft sich auf Art. 25 GG, in dem die allgemein anerkannten Regeln des Völkerrechts dem Bundesrecht vorangehen. Art. 110 des Seerechtsübereinkommens nennt ausdrücklich Kriegsschiffe als die Schiffe, die auf hoher See Piratenschiffe kontrollieren dürfen. Dieses Recht wird dann auch anderen „staatlichen Schiffen“ (z. B. Küstenwache, Zoll) eingeräumt.
Da im Völkerrecht die Piratenbekämpfung durch Seestreitkräfte erlaubt ist, dürfte die Deutsche Marine tätig werden. Außerdem führt die Bundeswehr in Auslandseinsätzen (Afghanistan, Kosovo) klassische Polizeiaufgaben (Streifen, Personenkontrollen) durch und wird auch dafür ausgebildet (z. B. Einsatzausbildung gegen Demonstranten). In der Regel sind alle diese Auslandseinsätze gerade keine Verteidigungseinsätze im Sinne von Art. 87a GG, sondern durch das Völkerrecht und UN-Resolutionen veranlasste Friedensmissionen und Überwachungseinsätze.

#### Strafrecht
Piraterie kann nach dem Weltrechtsprinzip von jedem Land strafrechtlich verfolgt werden. Bei einer Verurteilung kommen neben Freiheitsstrafen für die Täter auch die Einziehung von Tatwerkzeugen, insbesondere der verwendeten Fahrzeuge, sowie von rechtswidrig erlangten Vorteilen, insbesondere Vermögensvorteilen, in Frage, soweit nicht den Geschädigten Ansprüche hierauf zustehen.
In Deutschland ist Piraterie in der Regel nach § 316c StGB als Angriff auf den Seeverkehr strafbar, ggf. in Verbindung mit § 6 StGB, der die Gültigkeit deutschen Rechts für Taten gegen international geschützte Rechtsgüter unabhängig vom Recht des Tatortes regelt. Die Strafandrohung ist Freiheitsstrafe fünf Jahren bis zu fünfzehn Jahren, in minder schweren Fällen von einem Jahr bis zu zehn Jahren. Wenn mindestens leichtfertig der Tod eines Menschen verursacht wurde, beträgt sie nicht unter zehn Jahren oder lebenslänglich.
Viele andere Staaten kennen keine entsprechenden besonderen Regelungen. Ihre Rechtsprechung beurteilt die bei seeräuberischen Akten verwirklichten Straftatbestände im Einzelnen. In der Regel kommen dabei schwerer Raub, Freiheitsberaubung, Körperverletzung und ähnliche in Frage.

#### Schifffahrtsrecht
Ein Angriff durch Piraten ist ein Seenotfall. Zur Alarmierung sind die in der Seefahrt üblichen Seenotsignale zu nutzen. Alle Schiffe, die von einem Notfall erfahren, sind, soweit sie sich nicht selbst in Gefahr bringen, zur Hilfeleistung verpflichtet. Zuständige offizielle Stellen sind, wie bei anderen Seenotfällen auch, die Maritime Rescue Coordination Centers, die den Einsatz der Rettungskräfte einschließlich Seestreitkräfte und Küstenwache koordinieren.
Zuständig für die Sicherheit auf See ist die International Maritime Organization. Seit 2004 gelten im Rahmen des SOLAS-Übereinkommens die Sicherheitsvorschriften des International Ship and Port Facility Security Code (ISPS-Code), die für Schiffe der Berufsschifffahrt mit einer Bruttoraumzahl von 500 oder höher auch Maßnahmen zum Schutz vor Piraterie festlegen.

#### Haftungs- und Zivilrecht
Obwohl zur Abwehr von Piratenangriffen das Hausrecht des Reeders eine hinreichende Rechtsgrundlage bildet (§ 903 Satz 1 BGB), ergeben sich aus dem zunehmenden Einsatz privater Sicherheitskräfte und dem dafür vorgesehenen Zertifizierungsverfahren komplizierte haftungsrechtliche Fragen. So müssen Kapitän und Sicherheitskräfte beweisen, dass sie bei einem Piratenangriff, bei dem Personen zu Schaden kamen, in Notwehr (§§ 227 bzw. 904) gehandelt haben.

### Von Piraterie betroffene Gebiete

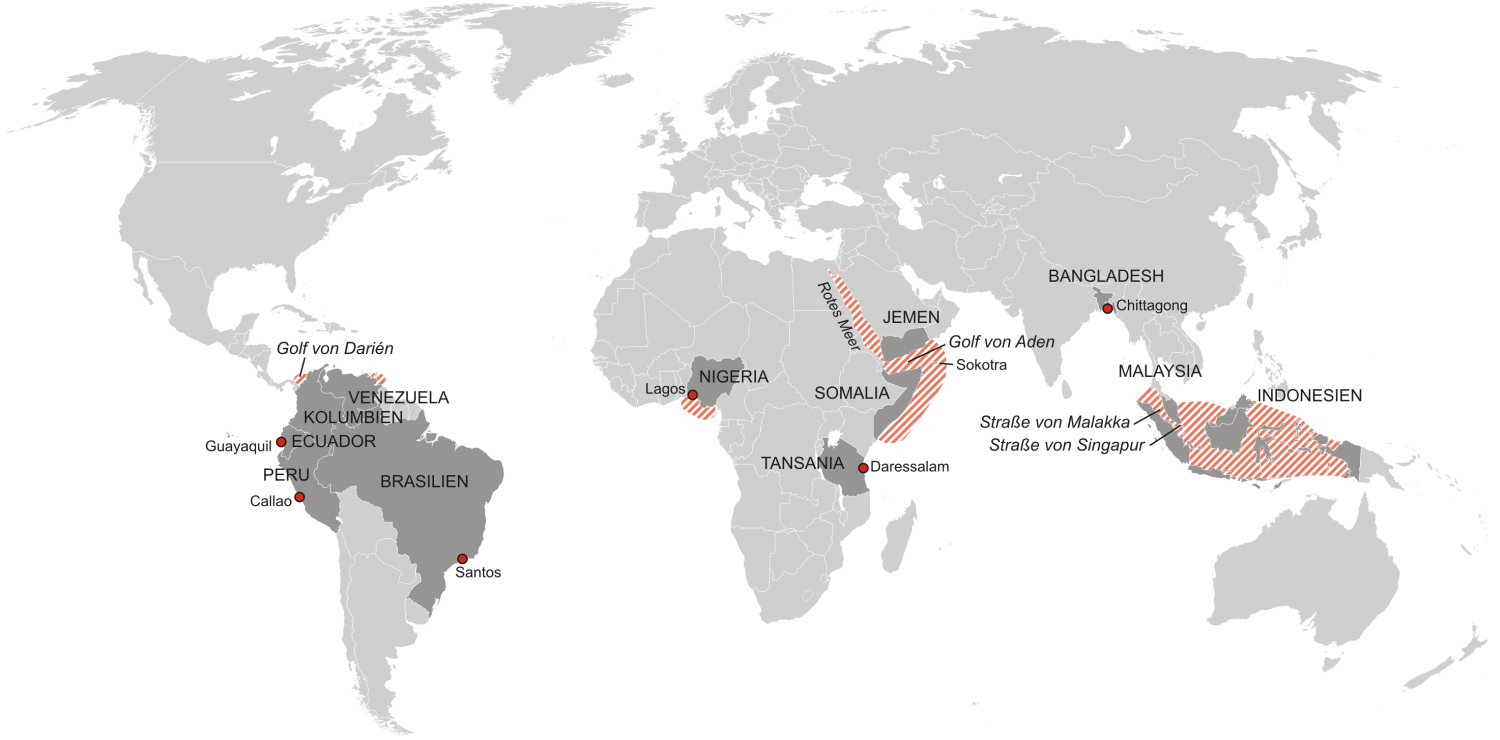
Heute von Piraterie betroffene Gebiete

1992 wurde das Piracy Reporting Centre des International Maritime Bureau in Kuala Lumpur gegründet. Es sammelt Meldungen über Piraterie und wertet sie aus. Außerdem hilft es bei der Suche nach geraubten Schiffen. Was täglich auf See und in Häfen passiert, lässt sich in den täglichen Berichten der IMB nachlesen. Daneben gibt der IMB viertel- und ganzjährliche Zusammenfassungen seiner Berichte mit weltweiten Übersichtskarten heraus.
Nach Mitteilung des IMB sind 2004 bei Seeräuberüberfällen mindestens 30 Menschen ums Leben gekommen – neun mehr als im Vorjahr. 2003 hatte sich die Zahl der Todesopfer durch Piratenangriffe gegenüber dem Vorjahr mehr als verdoppelt. Das IMB registrierte 2004 445 Überfälle (2003: 329). Brennpunkt der Seeräuberei waren dabei die Gewässer Indonesiens, wo 2004 93 Angriffe bekannt wurden. 37 Angriffe in der Straße von Malakka (zwischen der Insel Sumatra und der Malaiischen Halbinsel) wurden 2004 bekannt.
2005 wurden insgesamt 274 Angriffe bekannt, 2007 waren es 263. Dabei wurden 440 (2007 292) Besatzungsmitglieder gekidnappt, meist um Lösegelder zu erpressen. Neben dem Seeraum um Indonesien waren nun (2007) auch die Küsten von Somalia und dem Jemen von Piraterie (mit teils hohen Lösegeldforderungen) betroffen. Im Jahr 2006 entstanden durch Piraterie weltweite Schäden in Höhe von geschätzt etwa 16 Milliarden US-Dollar (das entsprach damals etwa 12,8 Milliarden Euro). Andere Schätzungen vermuten niedrigere Summen.

#### Asien
Nach dem IMB-Bericht für 2006 lag der Schwerpunkt der Piraterie immer noch in den Gewässern Indonesiens (mehr als 40 gemeldete Überfälle). Man nahm an, dass viele Zwischenfälle nicht berichtet wurden. In der Straße von Malakka gab es wegen der verstärkten Patrouillen der Anrainerstaaten nur noch acht Überfälle. Aus der Straße von Singapur (sie verbindet die Straße von Malakka mit dem Südchinesischen Meer) wurden neun Zwischenfälle berichtet. Ein zweiter Schwerpunkt war mit 33 Meldungen die Reede von Chittagong (Bangladesch). Auch hier sank die Zahl der Überfälle; die Zufahrtsstrecken zum Hafen waren Risikogebiete.

#### Afrika

Operationsgebiet somalischer Piraten von 2005 bis 2010

Ein Problem, das bis zum Jahr 2008 breite öffentliche Aufmerksamkeit erlangte, war die Piraterie vor der Küste Somalias. Somalia galt als ein gescheiterter Staat.
Die somalische Übergangsregierung im angrenzenden nördlichen Somalia verfügt faktisch über keinerlei Macht und kann daher auch weder die Häfen noch die somalischen Hoheitsgewässer in diesem Bereich kontrollieren. Mit Zustimmung der Übergangsregierung hat der Sicherheitsrat der Vereinten Nationen daher am 2. Juni 2008 kraft seiner Vollmachten nach Kapitel VII der Charta der Vereinten Nationen für zunächst sechs Monate mit der Übergangsregierung kooperierende Staaten ermächtigt, auch in somalischen Hoheitsgewässern die Maßnahmen gegen Piraten zu ergreifen, die das geltende Völkerrecht für die hohe See vorsieht. Zwischen 2005 und 2008 erhöhte sich nach Schätzungen des Gulf Research Centre in Dubai die Zahl der somalischen Piraten von etwa hundert auf etwa tausend. Es bestehen keine direkten Verbindungen zu somalischen Terroristen oder Islamisten, vielmehr handelt es sich um eine Form der wirtschaftlich ausgerichteten organisierten Kriminalität, welche sich die bürgerkriegsartigen Zustände in Somalia zu Nutze mache. Es bestünden jedoch Verbindungen zur Regierung Abdullahi Yusuf Ahmeds, dessen Darod-Clan teilweise in die Piraterie involviert sei. In der Folge der Bekämpfung der Piraten durch Scharia-Gerichte in Mogadischu und wegen der französischen und amerikanischen Flottenpräsenz in Dschibuti hat sich das Zentrum der Seeräuber Somalias weiter nach Süden in den Golf von Aden und um die Stadt Eyl verlegt. Das Operationsgebiet erstreckt sich mittlerweile bis tief in den Indischen Ozean. Ermöglicht wird dies durch den Einsatz von Mutterschiffen.
Die Zahl der Piratenangriffe nahm insgesamt nach Einschätzungen vom Herbst 2019 ab, jedoch blieben lokale Schwerpunkte, wie der Golf von Guinea, der als Hochrisikogebiet für Entführungen und Raub gilt. Laut dem International Maritime Bureau traten mehr als 80 % der bekannten Fälle in beiden Kategorien dort auf.

#### Südamerika
Aus Südamerika wurden jeweils sechs Überfälle in der Bucht von Santos in Brasilien und im Hafen von Callao in Peru gemeldet.
Auch Sportsegler werden Opfer von Piraterie. Mögliche Ziele sind neben dem Entführen der Besatzung und dem Ausrauben des Schiffes das Segelboot oder die Yacht.
Neben den bereits genannten Gebieten wurden Blauwassersegler 2002 auch vor verschiedenen Seegebieten vor Südamerika und in der Karibik gewarnt, wie dem Amazonasdelta, der Ostküste von Venezuela, dem Golf von Darién, dem Hafen von Guayaquil (Ecuador) sowie vor mehreren mittelamerikanischen Ländern. Vor Venezuela nahm die Piraterie von 2016 auf 2017 um 160 % zu, wobei Yachten und Segelboote als Hauptziele gelten. Dies wird auf die dortige Staatskrise zurückgeführt.
Als Tätergruppen gelten arme Einheimische (z. B. Fischer), Drogenschmuggler und korrupte Angehörige nationaler Sicherheitskräfte (z. B. Marinesoldaten, Küstenwache, Schifffahrtspolizei).

### Klassifizierung
Generell werden drei Arten von Piratenangriffen unterschieden:
- low level armed robbery (LLAR), der Angriff von leichtbewaffneten Piraten mit Kleinstbooten mit dem Ziel, die persönlichen Habseligkeiten der Besatzung und das Geld an Bord in ihren Besitz zu bringen
- medium level armed assault and robbery (MLAAR), gewaltsame Angriffe von gut organisierten Banden, die Diebstähle in größerem Umfang durchführen und vor der Tötung von Besatzungsmitgliedern nicht zurückschrecken
- major criminal highjack (MCHJ), internationale, gut organisierte Großbanden, bewaffnet mit Maschinenpistolen, Molotowcocktails und schweren Handwaffen, die ganze Schiffe stehlen und die Besatzungen aussetzen oder töten.

### Vorgehen moderner Piraten
Für organisierte Piratenbanden, die auf ein Lösegeld abzielen, ist vorrangig die Berufsschifffahrt von Interesse. Dabei werden Schiffe samt Besatzung gekapert und nur gegen Zahlung eines Lösegelds durch die Reederei wieder freigegeben. Die Verhandlungen und Zahlungen werden meist professionell über Unterhändler in anderen Regionen abgewickelt. Die Banden sind sehr gut organisiert, die Piraten operieren in der Regel mit kleinen hochmotorisierten Booten. In Somalia leben – begünstigt durch das Fehlen staatlicher Autorität – ganze Stammesgemeinschaften von der wirtschaftlichen Piraterie.
In den meisten Fällen sind die modernen Piraten nicht an der Ladung, sondern am Inhalt des Schiffstresors interessiert, der häufig große Bargeldsummen für die Bezahlung von Gehältern und Hafengebühren enthält. Daneben zielen derartige Überfälle auch auf sonstige schnell transportierbare und wertvolle Gegenstände, zum Beispiel Navigationsinstrumente, ab. Solche Überfälle finden meistens zwischen 1:00 Uhr und 6:00 Uhr morgens statt. Der Wert der Beute hierbei beträgt im Regelfall 10.000 bis 20.000 US-Dollar. In einigen Fällen zwangen die Piraten die Besatzung zum Verlassen des Schiffs und fuhren mit dem gekaperten Schiff in einen Hafen, wo es falsche Papiere bekam und unter anderem Namen weitergenutzt wurde. Der bekannteste derartige Fall war der Tanker Petro Ranger, der 1998 auf der Fahrt von Singapur nach Ho-Chi-Minh-Stadt gekapert und in Wilby umbenannt wurde.
Müssen die großen Schiffe wegen Defekten, der Wetterlage oder aus Zeitgründen in den Meerengen beziehungsweise in Küstennähe fahren, verringern sie ihre Geschwindigkeit und können dann leichter von Piraten mit Schnellbooten geentert werden. Bei voller Fahrt ist dies aufgrund der Geschwindigkeit moderner Schiffe, der hohen Bordwände sowie der Wellenbildung am und besonders hinter dem Schiff nicht möglich. Trotzdem gibt es auch Überfälle auf hoher See. Es wird vermutet, dass Mutterschiffe die Schnellboote in Position bringen. Die Piraten sind teilweise so stark bewaffnet, dass die Schiffe zum Anhalten gezwungen werden können.
Mitunter arbeiten Piraten mit Informationen offizieller Behörden. So ist zu erklären, dass teilweise Überfälle genau dann stattfinden, wenn Gelder für die Heuerauszahlung an Bord genommen wurden. Gerade Seeleute aus Entwicklungsländern wie den Philippinen sind hiervon betroffen. Überfälle aus materieller Notlage erfolgen meist mit kleinen offenen Fischerbooten in Küstennähe oder auf Schiffe vor Anker. Die Männer sind mit Messern oder Macheten, seltener mit Schusswaffen ausgerüstet, und suchen vor allem Lebensmittel, Bargeld und Schmuck.
Am Beispiel China zeigt sich, dass selbst Gesetzeshüter zu lizenzierten Piraten werden können: In einigen Regionen erlaubte man in den 1990er Jahren der Küstenwache, die Hälfte aller aufgebrachten Schmuggelware privat unter sich zu verteilen. Im Ergebnis kam es zu wahllosen Beschlagnahmungen auch außerhalb der chinesischen Hoheitsgewässer. Auch wurden teils Kauffahrer unter Waffengewalt gezwungen, chinesische Häfen anzulaufen und dort die Schiffe samt Mannschaften und Ladung so lange interniert, bis die Schiffseigner erhebliche Strafgelder zahlten.
Seit einigen Jahren werden auch Übernahmen von Schiffen unter Beteiligung wichtiger Mitglieder der Crew gemeldet. Etwa gab es Berichte, nach denen abtrünnige Mitglieder der Bewegung Freies Aceh vereinzelte Operationen in der Straße von Malakka durchgeführt hatten. Die Beute bei derartigen Operationen kann bis zu 200.000 US-Dollar betragen, wovon an die beteiligten Crew-Mitglieder Summen von 10.000 bis 20.000 US-Dollar gezahlt werden.

### Erfüllung der Forderungen
Der als Vermittler bei Geiselnahmen tätige ehemalige FBI-Agent Jack Cloonan beschrieb dem Nachrichtenmagazin Spiegel: „Wurde ein Schiff gekapert, beauftragten die betroffenen Reedereien in der Regel Spezialisten wie ihn, in der Praxis jedoch stehen die Jungs dann da oben, bis an die Zähne bewaffnet. Und du sitzt da unten in deinem Schlauchboot mit den Säcken.“ Inzwischen würden die Geldsäcke aber auch oft von Flugzeugen aus an Fallschirmen abgeworfen.
FDP-Verteidigungsexperte Rainer Stinner forderte ein Verbot von Lösegeldzahlungen an somalische Piraten. Im Gespräch mit der „Neuen Osnabrücker Zeitung“ kritisierte er im April 2009, dass auch deutsche Reeder sich bei Seeräubern vor der Küste Afrikas mit Millionensummen freikaufen mussten, weil die Politik nicht handlungsfähig gewesen sei. „Durch das Lösegeld konnten sich die Piraten in den letzten Monaten mit immer besseren Waffen und neuen, noch schnelleren Booten ausrüsten. Das macht ihre Bekämpfung immer schwieriger.“

### Maßnahmen gegen moderne Piraterie

#### Schiffssicherung

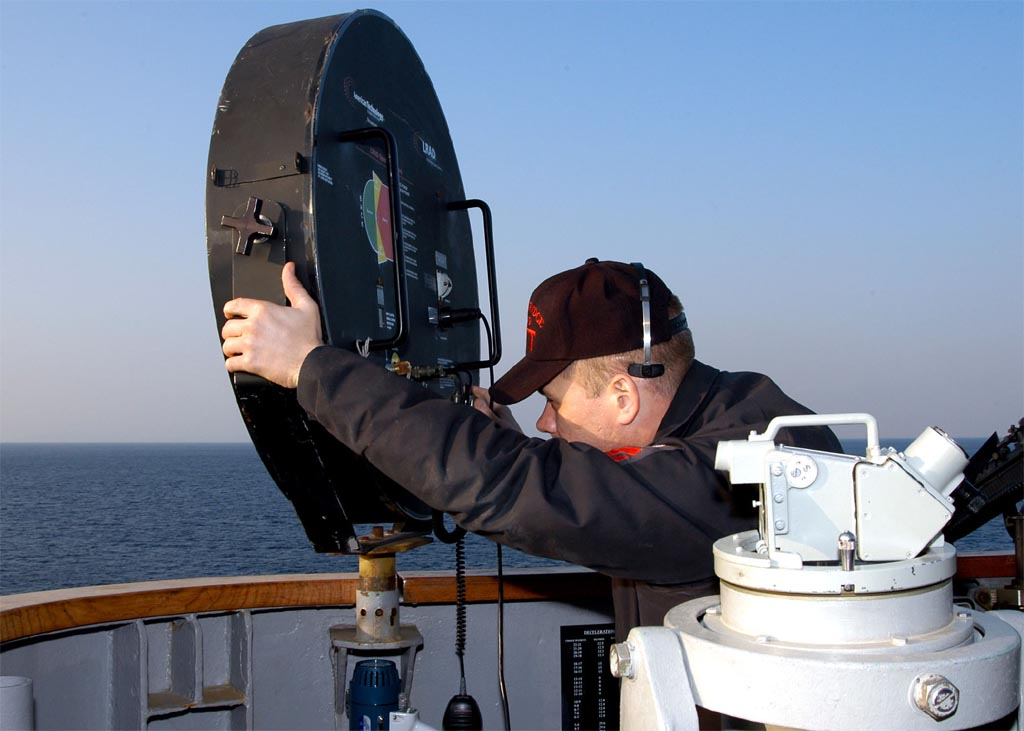
Long Range Acoustic Device im Einsatz

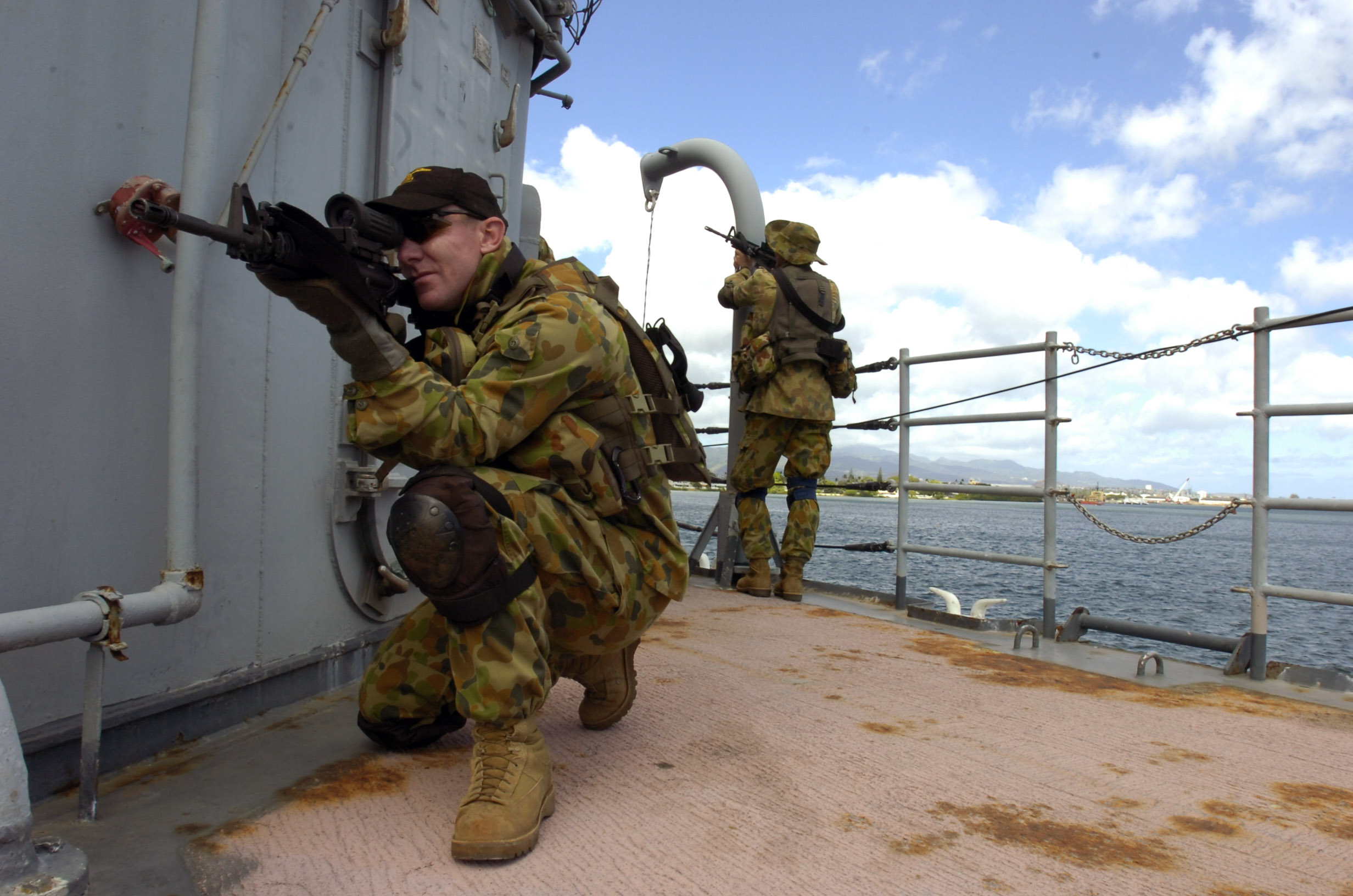
Spezialeinheiten üben das Durchsuchen von Schiffen

Zum Schutz vor Piraten schließen Schiffsbesatzungen auf großen Schiffen, sobald die Gefahr eines Überfalls besteht, alle offenen Türen und Luken; auf den unteren Decks werden Türen teilweise verschweißt. Die eigentliche Abwehr erfolgt mit Wasserschläuchen, aus denen mit hohem Druck Wasser auf die Angreifer gespritzt wird. Es existieren auch Elektrozaun-Systeme, die das Erklettern von Bordwänden unmöglich machen sollen. Zudem weisen manche Reeder ihre Mannschaften an, leere Flaschen auf dem Wetterdeck zu zerschlagen, weil viele Piraten die Schiffe barfuß entern.
Große Schiffe mit starker Besatzung nutzen einen Hochspannungszaun um das Schiff herum, außerdem wurde auch eine „akustische Kanone“ (Schallkanone) genutzt, mit der die Angreifer durch hochenergetische gebündelte Hochfrequenztöne vertrieben werden, das so genannte Long Range Acoustic Device (LRAD).

#### Direkte Bekämpfung
Eine weitere Maßnahme auch gegen moderne Piraterie ist die direkte Bekämpfung mit Kriegsschiffen, die den Piraten von Bewaffnung und Ausrüstung weit überlegen sind. Piratenangriffe werden durch Warnschüsse oder direkten Beschuss der Angreifer abgewehrt. Weiter in der Diskussion sind insbesondere bei der Bekämpfung von Piraten am Horn von Afrika (siehe nächster Absatz) der Einsatz von Bodentruppen an Land, um die Rückzugsorte der Seeräuber zu zerstören oder auch die Abwehr von Piraten durch kleine mobile Lenkwaffenteams, die auf den Frachtern selbst stationiert werden. Langfristig gegen Piraterie soll weiterhin die Staatsgewalt über deren Heimatregion wiederhergestellt werden, da Piraten meist aus rechtsfreien Räumen heraus operieren.
Eine Bewaffnung von Handelsschiffen (z. B. mit Geschützen) ist nach internationalem Seerecht nicht geregelt. Die Handelsschiffe wären bei einer Bewaffnung in Kriegsschiffe umzuwandeln und verlören damit ihren Status als Handelsschiffe, bzw. wären ohne die Umwandlung ohne Völkerrechtsstatus.
Horn von Afrika

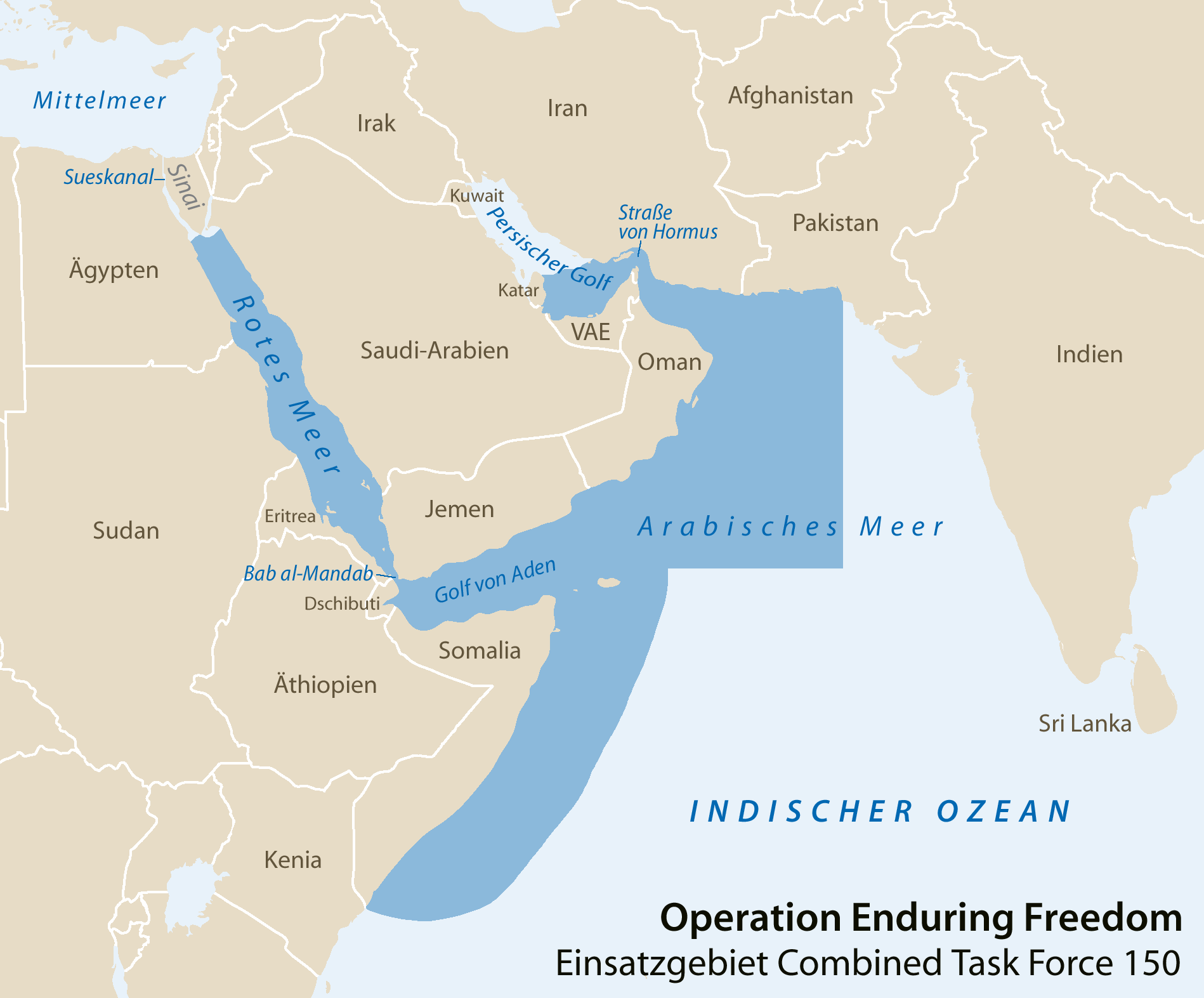
Operationsgebiet der Marine in der Operation Enduring Freedom

Vom Suezkanal verlaufen einige der wichtigsten Seehandelsrouten der Welt durch das Rote Meer und den Golf von Aden und verzweigen sich am Horn von Afrika Richtung Persischer Golf, Ostasien und Australien. Sie verbinden somit diese Gebiete mit Europa. Aufgrund der politischen Lage in einigen angrenzenden Ländern, insbesondere in Somalia, wo jegliche durchsetzungsfähige Staatlichkeit zusammengebrochen ist, und im Jemen sind die angrenzenden Seegebiete stark durch Piraterie bedroht.
Die Vereinigten Staaten (USA) und ihre Verbündeten engagieren sich seit 2001 in Reaktion auf die Terroranschläge am 11. September an der militärischen Bekämpfung des Terrorismus und damit auch der Piraterie, u. a. mit der zur Operation Enduring Freedom gehörenden Marineoperation am Horn von Afrika, an der auch die Deutsche Marine beteiligt ist. Ziel ist die Bekämpfung der Versorgung oder Unterstützung über See von Terroristen in den an das Operationsgebiet angrenzenden Gebieten, außerdem die Sicherung der Schifffahrtslinien. Aufgrund dieser Präsenz wird auch die Piraterie eingedämmt. Vereinzelt kommt es auch zur direkten Bekämpfung von Piraten. Außerdem ist für den bekämpften Waffen- und Drogenhandel ebenfalls ein personeller Zusammenhang zur Piraterie zu vermuten. Die Teilnahme der Bundesmarine wirft allerdings verfassungsrechtliche Probleme wegen der strengen Trennung zwischen polizeilichen und militärischen Aufgaben im Grundgesetz auf.
Dennoch ist seit 2005 ein starker Anstieg besonders der von Somalia ausgehenden Piraterie zu verzeichnen, der zu entsprechenden Vorsichtsmaßnahmen der Schifffahrt führte. Bereits 2007 empfahl das International Maritime Bureau einen Sicherheitsabstand von 200 Seemeilen zur somalischen Küste. Die Zunahme von Piratenangriffen im Golf von Aden führte im August 2008 zur Einrichtung eines als „Maritime Security Patrol Area“ bezeichneten, durch den internationalen Flottenverband besonders gesicherten Korridors durch dieses Gewässer.

### Wirtschaftliche Folgen
Durch die zunehmende Piraterie hat sich 2009 die größte Containerschiffsreederei der Welt, die Mærsk Line, dazu entschieden, den Sueskanal nicht mehr zu befahren und stattdessen Schiffe, wie vor 1869, wieder den weiten Umweg um ganz Afrika und das Kap der Guten Hoffnung zu fahren. Dadurch verspäten sich für die Kunden auf der Route zwischen Europa und Fernost voraussichtlich bis zu 1200 Schiffe jährlich um bis zu zwei Wochen.
Ökonomen gehen davon aus, dass diese Entwicklung eine empfindliche Störung des Welthandels bedeutet (Stand 2009), sich Waren weltweit verteuern und die Weltwirtschaftskrise 2008 dadurch noch angeheizt wird. Wie sich ein Ausfall der Haupteinnahmequelle für Ägypten und damit den Sueskanal selbst auswirkt, ist auf lange Sicht noch nicht abzusehen (Stand 2009).

## Piraterie in der Kunst
Die klassische Piraterie wurde in der Kunst vielseitig verarbeitet, oft realistisch dargestellt, doch auch häufig verklärt und romantisiert. Es haben sich zahlreiche Klischees entwickelt, die mit diesem Begriff verbunden werden. Dazu zählt beispielsweise die Augenklappe. Laut Wissenschaftsjournalist Christoph Drösser war die Augenklappe unter Piraten nicht weit verbreitet. Es gäbe keine zeitgenössischen Darstellungen von Piraten mit Augenklappen aus dem Goldenen Zeitalter der Piraterie, das um 1730 endete. Erst 100 Jahre später entstand das Stereotyp, richtig populär wurde es durch die Cartoons des 20. Jahrhunderts. Auch Holzbein, metallene hakenförmige Armprothese (Enterhaken), Pistole, Krummsäbel, Papagei auf der Schulter, Dreispitz-Hut oder Kopftuch, abgerissene Kleidung, eingekerbte Hieb- und Stichwaffen, Schatzkiste, eine gewaltlüsterne Erscheinung oder eine eigensinnige Standesmoral gehören hierzu. Obwohl Seeräuber zu allen Zeiten im Rahmen ihrer verfügbaren Möglichkeiten modern ausgerüstet waren und berechnend agiert haben, entwickelte sich das Sujet eines typischen Piraten in Literatur, Film und Comic auf einige markante, aber oft unrealistische Merkmale.

#### Klassischer Piratenroman
Der Piratenroman in seiner heutigen Form wurde im 18. Jahrhundert entwickelt. Nachdem Tatsachenberichte wie etwa Alexandre Exquemelins 1678 unter dem Titel De Americaensche Zee-Rovers („Die Amerikanischen See-Räuber“, 1679) oder das 1724 veröffentlichte Buch A General History of the Robberies and Murders of the Most Notorious Pyrates, and also their Policies, Discipline and Government eines gewissen Captain Charles Johnson erhebliche kommerzielle Erfolge erzielten, veröffentlichte Daniel Defoe 1720 mit Life, Adventures and Piracies of Captain Singleton den ersten fiktiven Roman über die Piraten der Karibik.

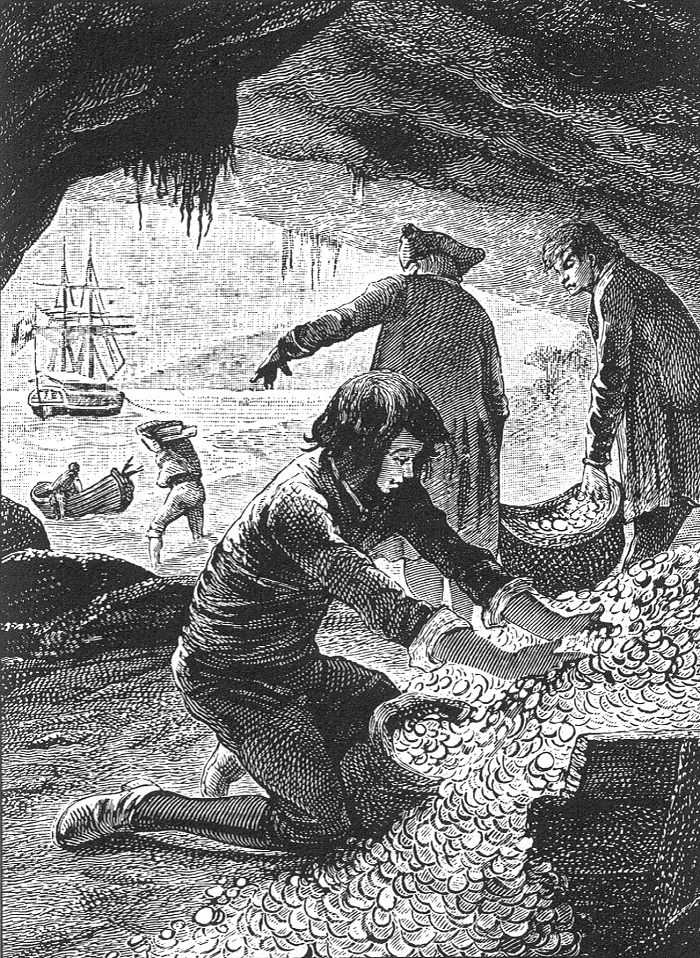
Illustration von George Roux für die 1885er-Ausgabe von Die Schatzinsel von Robert Louis Stevenson

1821 erschien der Roman „The Pirate“ des Romantikers Walter Scott, des Begründers des historischen Romans. Die Handlung um den fiktiven Piraten Clement Cleveland ist inspiriert vom Leben des Piraten John Gow, spielt aber vor seiner Zeit, im späten 17. Jahrhundert.
Die Piraten in der heutigen Literatur hatten ihre Vorläufer vor allem in englischen Groschenheften, wie sie seit Mitte des 19. Jahrhunderts aufkamen, den sogenannten Penny Dreadfuls. Diese in der Regel wöchentlich erscheinenden Periodika schwankten zwischen literarisch durchaus anspruchsvollen Veröffentlichungen und Schundliteratur. Nach dem Aufkommen der Dampfschiffe und dem damit verbundenen Rückgang der Piraterie konnte die karibische Piraterie thematisiert und ohne Rücksicht auf eine allzu große Realitätsnähe auch romantisch-abenteuerlich aufbereitet werden. Allerdings dominierten bis 1860 eher die muslimischen Korsare des Mittelmeeres die Piratenromane. Um 1890 konnten die Groschenhefte Auflagen von bis zu 665.000 wöchentlich verkauften Exemplaren erreichen.
Zielgruppe dieser Abenteuerromane waren Burschen und junge Männer. Die Hefte behandelten die gesamte Bandbreite der maritimen Abenteuer: Schiffbruch, Robinsonaden, Kolonial- und andere Seekriege, Sklavenhandel und Piratenabenteuer. Im Zusammenhang hiermit erschien 1881/1882 der berühmteste Piratenroman Treasure Island („Die Schatzinsel“) von Robert Louis Stevenson unter dem Pseudonym „Captain George North“.
Weitere bekannte Beispiele sind die jeweils fünf- und elfbändigen Romanzyklen von Emilio Salgari um Die Piraten der Antillen (1898–1908) und den malaysischen Piraten Sandokan (1895–1913). Letzterer wurde 1976 in der erfolgreichen italienischen Fernsehserie Sandokan – Der Tiger von Malaysia adaptiert. Prägend für unser heutiges Klischee des Piraten und Vorbild für zahlreiche Hollywood-Adaptationen ist auch Rafael Sabatinis Captain Blood (1922). Er gilt als authentischster Piratenroman.
Diese Literaturform bediente sich erheblicher Klischees.
Ebenfalls aufgegriffen wurde dieses Erzählmuster in der ZDF-Weihnachtsserie Jack Holborn von 1982 mit dem Piraten Captain Sharingham.

#### Modernere Adaptionen
Bekannt ist auch das Lied „Die Seeräuber-Jenny“ in der Dreigroschenoper von Bertolt Brecht. Das erzählt vom Tagtraum des Zimmermädchens Jenny, die sich aus ihrer mickrigen Existenz herausträumt, da sie sich unbeachtet fühlt. Befreiung soll ihr dabei ein Piratenschiff mit acht Segeln bringen, das sie mitnimmt.
Der amerikanische Schriftsteller William S. Burroughs, Vertreter der Beatnik- und Hippie-Kultur mit existenzialistischem Einschlag, hat in einer Reihe von Romanen die Geschichte der Piraten verarbeitet. Basierend auf der Cut-up-Methode spinnt Burroughs ein Geflecht aus historischen und fantastischen Handlungsfäden, so zuletzt in Städte der roten Nacht (Cities of the red night). Sein Interesse gilt dabei Piraten-Gemeinschaften, die sich bereits im 18. Jahrhundert eigenen, fortschrittlichen, nach heutigem Maßstab liberal-demokratischen Prinzipien verschrieben hatten. Seine Helden zeichnen anfangs den Weg und das Leben in diesen Gruppen nach, verbinden sich dann mit anderen Untergrundbewegungen, um mit Guerilla- und PSI-Techniken die bürgerliche Gesellschaft zu überwinden.
Der Autor Fritz Graßhoff schrieb Piratenlieder-Lyrik, die (z. B. von Lotar Olias vertont) von vielen Interpreten (Heinz Reincke, Ingrid van Bergen, Günter Pfitzmann, Hannes Messemer) als Chanson oder Rezitation vorgetragen und auf Tonträgern aufgenommen wurde.

### Operette
- Die Piraten von Penzance von Arthur Sullivan und W. S. Gilbert, England 1879.

### Film
Der Piratenfilm stellt eines der ältesten Filmgenres dar und ist eine Unterform des Abenteuerfilms. In der Regel behandelt er die Piraterie des 17. bis 19. Jahrhunderts, wobei der jeweilige Film mehr oder weniger an historische Begebenheiten angelehnt sein kann. Der Piratenfilm zeichnet sich meist durch Kampfszenen, exotische Schauplätze und häufig die Rebellion eines Einzelnen gegen eine Übermacht, sowie die Reduzierung der Frauen auf ein eher dekoratives, umworbenes oder in Not befindliches Beiwerk aus.
Die Piraten erscheinen häufig als böse Antagonisten der Hauptfigur (beispielsweise Captain Hook bei Peter Pan), können allerdings auch selbst Hauptdarsteller und Sympathieträger sein. Oft wird der Pirat als betont männlicher Draufgänger dargestellt, wie schon von Douglas Fairbanks im Stummfilm Der Schwarze Pirat von 1926, der als der erste kommerziell erfolgreiche Piratenfilm gilt, oder Errol Flynn als Captain Blood im 1935 nach dem Roman von Rafael Sabatini entstandenen Film Unter Piratenflagge. Weitere Klassiker, wie Der rote Korsar von 1952 mit Burt Lancaster als Captain Vallo, prägten das heutige romantisierte Bild der Piraterie maßgeblich.
Ein prägendes Element der meisten englischsprachigen Piratenfilme ist die sogenannte Pirate Speech (Piratensprache), die sich jedoch nicht historisch belegen lässt, sondern auf den Schauspieler Robert Newton und seine Rollen in mehreren erfolgreichen Piratenfilmen der 1950er Jahre zurückgeht.
Dramaturgische Beschränkungen und häufige Wiederholungen ähnlicher Handlungsabläufe in den klassischen Piratenfilmen führten ab den 1940er Jahren zur ironischen Verfremdung bis hin zur Satire oder zur Verarbeitung des Stoffes als Musica. Beispiele sind The Princess and the Pirate von 1944 mit Bob Hope, das Musical Der Pirat oder aus jüngerer Zeit Roman Polańskis Piraten (1986). Auch kamen neue Rollenbilder auf, weshalb Geena Davis im 1995 entstandenen Film Die Piratenbraut einen weiblichen Kapitän spielen konnte.
Nachdem die Piraten-Thematik im Film schon nahezu totgesagt worden war, hat sie in Filmen wie denen der Reihe Pirates of the Caribbean wieder beachtliche Erfolge erzielt. Hier treten u. a. Johnny Depp als Captain Jack Sparrow und Geoffrey Rush als Captain Hector Barbossa auf.
Einige Vorlagen wurden mehrfach verfilmt, so geht die Anzahl der Verfilmungen des Romans Die Schatzinsel von Robert Louis Stevenson mit unterschiedlichsten Abwandlungen in den zweistelligen Bereich; Peter Pan mit der Figur des Piraten Captain Hook wurde mindestens neunmal verfilmt.

### Fernsehen
- The Buccaneers (GB 1956, ITC, 39 Episoden)
- Die Abenteuer des Sir Francis Drake (Sir Francis Drake. GB 1961, ITC, 26 Episoden)
- Die Männer von Saint Malo (Corsaires et flibustiers, anderer Titel Les Corsaires, F 1966, 13 Episoden)
- One Piece (Anime, Japan, seit 1998)
- Black Sails (Serie, USA 2014)
- Entern oder Kentern (Spielshow, Deutschland 2007)

### Comic

Klischee eines Piraten

Dem sich seit dem 19. Jahrhundert entwickelten Erzählmuster in der klassischen Piratenliteratur folgen auch die Comics. In der seit 1936 erscheinenden Comic-Serie Das Phantom hat sich der maskierte Held u. a. dem Kampf gegen meist skurrile Piraten verschrieben. Charaktere wie Eisenhand, Schwarzbart und die Teufelsmasken werden hauptsächlich als böse Gegenspieler des Helden dargestellt.
In der seit 1959 veröffentlichten Comicserie Der Rote Korsar von Charlier und Hubinon (nachdem die Autoren verstarben, wurde die Serie von anderen Künstlern fortgesetzt) ist der Adoptivsohn Rick des namensgebenden Piraten jedoch die Hauptfigur und der Sympathieträger. Er, sein Adoptivvater und die zwei wiederkehrenden Charaktere Baba (ein schwarzer Riese) und Dreifuß (ein belesener, lateinische Klassiker zitierender Pirat mit Holzbein) erleben in dieser Serie diverse Abenteuer, mit den typischen Elementen der Piratengeschichten. Aufgenommen wurde diese Comicserie in Asterix, wo die in nahezu jedem Heft auftauchenden Piraten den Hauptfiguren des Roten Korsaren persiflierend nachgebildet sind. Hier scheitern sie jedoch regelmäßig, enden fast stets als Schiffbrüchige und stellen hierbei einen wichtigen Running Gag dar.
Eine Weiterentwicklung erfuhr das Piraten-Motiv Ende der 1960er Jahre in den Comics um Corto Maltese, dem „Kapitän ohne Schiff“, von Hugo Pratt. In der melancholischen Abenteuer-Erzählung Die Südseeballade wird Corto Maltese zu Beginn des Ersten Weltkrieges in die Machenschaften von Piraten verwickelt, die in der Inselwelt Melanesiens dubiose Geschäfte mit Abgesandten des Ostasiengeschwaders der deutschen Kriegsmarine machen. Der brutale und unberechenbare Rasputin und der besonnene Japaner Taki Jap unterstehen hierbei jedoch nur dem geheimnisvollen Monaco, „dem letzten Piraten“, der sich unter einer Mönchskutte unkenntlich macht und von einer versteckten Insel aus die Fäden zieht. Tragischer Held ist ein deutscher Marineoffizier, der seine soldatische Ehre verliert und am Ende unter der Anklage der Piraterie standrechtlich erschossen wird.
Die Mangaserie One Piece, die von einer Gruppe von Piraten unter Anführung von Monkey D. Ruffy handelt, ist die erfolgreichste japanische Manga-Reihe überhaupt.

### Computerspiel
Vorreiter war Pirates! von 1987, das Elemente des Computer-Rollenspiels, der Wirtschaftssimulation und des Echtzeit-Strategiespiels vereint und als Klassiker unter den Computerspielen gilt.
Während bei einigen Spieleserien, wie Der Patrizier, Port Royale oder auch der Anno, Piraten vor allem störende und hemmende Spielelemente darstellen, schlüpft der Spieler bei anderen Spielen in die Haut der Piraten, so wie bei Pirates! oder in Monkey Island mit dem Piraten Guybrush Threepwood.
Soweit es sich um Spiele handelt, die auf Rollenspiel ausgerichtet sind, wie etwa Pirates of the Burning Sea, Pirates of the Caribbean um den Charakter Nathaniel Hawk, Skies of Arcadia, oder Piraten – Herrscher der Karibik, dominieren Kampfsequenzen, während bei Simulationsspielen wie Tropico 2: Die Pirateninsel auf die Darstellung einzelner Kämpfe verzichtet wird.
Die Spiele sind fast durchweg in der „Goldenen Zeit“ der Piraterie im 17. bis 18. Jahrhundert angesiedelt und spielen meist in der Karibik, mit der Ausnahme von Der Patrizier und Skies of Arcadia. Es wird meist auf bekannte Stereotype aus Piratenfilmen zurückgegriffen, etwa Totenkopffahne, Schatzinsel, Augenklappe sowie Holzbein.
Der vierte Teil der Assassin’s-Creed-Saga, Assassin’s Creed IV: Black Flag, hat ein Piratenszenario zum Hintergrund.
Das 2018 veröffentlichte Sea of Thieves ist ein Mehrspieler-Action-Adventure (MMO), welches sich thematisch mit Piraten auseinandersetzt und in der Egoperspektive gespielt wird.

### Weitere bekannte fiktive Piraten
- Corrado in Giuseppe Verdis Oper Il corsaro
- Dotterbart (im Original „Yellowbeard“) aus dem gleichnamigen satirischen Film
- Long John Silver und Captain Joshua Flint aus Die Schatzinsel, letzterer evtl. nach unbekanntem historischen Vorbild
- Pirate Jake, der Gegner von Captain Abercromby aus der BBC-Kinderserie
- Feuerbart, einer der Piraten aus George MacDonald Frasers Roman „Die Piraten“
- Captain Pugwash, britische Cartoonfigur
- „Rackham der Rote“, Kapitän der Einhorn, schatzversteckender Pirat aus der Comic-Reihe Tintin bzw. Tim und Struppi.
- Die Heftromanserie Seewölfe, Korsaren der Weltmeere aus dem Pabel-Moewig-Verlag erzählt über annähernd 750 Bände die Abenteuer der Besatzung des Freibeuters Philip Hassard Killigrew, die mit ihren Schiffen zur Zeit Elisabeths I. die gesamte Welt bereist.
- Captain Walker, Captain Bannon, Captain Tyrone, Captain Galliano, Captain Rouquette, Jolly, Griffin, Soledad, Buenaventura und Kendrick aus Kai Meyers Wellenläufer-Trilogie
- die Wilde 13, eine recht bekannte, schreckliche Piratenbande aus Jim Knopf und Lukas der Lokomotivführer von Michael Ende
- Captain Hook bei Peter Pan
- der einäugige Willy aus dem Abenteuerfilm Die Goonies
- Kapitän Monkey D. Ruffy und seine Besatzung sowie der Piratenkönig Gol D. Roger aus der fiktiven Welt des Mangas One Piece von Eiichiro Oda
- Ephraim Langstrumpf aus dem Kinderbuch Pippi Langstrumpf (Astrid Lindgren), von Pippi selbst als „Schrecken der Meere“ bezeichnet, außerdem die Piratenkapitäne Blut-Svente und Messer-Jocke (Pippi auf Taka-Tuka-Land)
- der untote Pirat LeChuck aus der Computerspiel-Serie Monkey Island
- Captain Jack Sparrow und Hector Barbossa aus der Fluch-der-Karibik-Reihe
- Kapitän Nathaniel Hawk aus dem Pirates-of-the-Caribbean-Computerspiel
- Tetra (Zelda) und ihre Piratenbande aus The Legend of Zelda: The Wind Waker und The Legend of Zelda: Phantom Hourglass
- die Gerudo-Piratenbande aus The Legend of Zelda: Majora’s Mask
- Captain Harlock aus dem Manga Die Abenteuer des fantastischen Weltraumpiraten Captain Harlock von Leiji Matsumoto
- Captain Red aus dem Roman-Polański-Film Piraten.
- Käptn Säbelzahn
- Kapitän Gregorius Emanuel Stahlbart (Risen, Risen 2)
- Kapitän Greg (Gothic 2: Die Nacht des Raben)
- Captain Davidson aus Dark Project 2: The Metal Age
- Captain Edward Kenway, Kapitän der Jackdaw, Freibeuter und Assassine aus dem Spiel Assassin’s Creed IV: Black Flag.
- Victarion und Asha Graufreud aus der Romanreihe Das Lied von Eis und Feuer. Das Volk der Eisenmänner, denen auch die Graufreuds angehören, ist in den Büchern weithin für seine Kriegs- und Piratenflotten bekannt.

### Musik
Diverse Bands behandeln die Piraten-Thematik in ihrer Musik, z. B. die Mittelalter-Rock-Bands Elmsfeuer und Vroudenspil, die ihren Stil als „Freibeuter-Folk“ bezeichnet, oder die Metal-Bands Alestorm, Swashbuckle und Running Wild, die Piraten-Metal als Subgenre im Heavy Metal populär gemacht haben. Auch auf humorvolle Art wird sich der Thematik angenommen, wie die Band Mr. Hurley & die Pulveraffen beweist. Authentischer und wilder klingen YeBanishedPrivateers, welche dem Folk-Bereich zuzuordnen sind. Im Schlagerbereich hat es Santiano geschafft, sich zu etablieren, und im Rockgewand präsentieren sich Die Piraten und Skorbut.

## Forschung

### Piraterie und Organisation
Eine ganze Reihe von teils prominenten Organisationen und Business-Modellen sind unlängst seitens Forschern der HEC Paris als Formen der Piraterie beobachtet worden.

### Piraterie und Unternehmertum
Aktuelle Forschung fokussiert zunehmend auch augenscheinliche Ähnlichkeiten zwischen Unternehmertum und Piraterie. In diesem Kontext wird Piraterie als strategische Inspirationsquelle für die Entrepreneurship-Ausbildung sowie für Forschung zu Entrepreneurship und zu Business Model Innovation diskutiert. In eine ähnliche Richtung geht der Begriff des Guerilla-Marketing, bei dem mit geringen Ressourcen und unkonventionellen Methoden Überraschungseffekte erzielt werden.

### Wissenschaftliche Literatur und Sachbücher
- Frank Bardelle: Freibeuter in der Karibischen See. Zur Entstehung und gesellschaftlichen Transformation einer historischen „Randbewegung“. Westfälisches Dampfboot, Münster 1986, ISBN 3-924550-20-4 (Ein wissenschaftliches Werk mit umfangreicher Bibliographie, zugleich Münster (Westfalen), Universität, Dissertation, 1986).
- Arne Bialuschewski: Piratenleben. Die abenteuerlichen Fahrten des Seeräubers Richard Sievers. Campus, Frankfurt am Main 1997, ISBN 3-593-35819-0.
- Arne Bialuschewski: Das Piratenproblem im 17. und 18. Jahrhundert. In: Stephan Conermann (Hrsg.): Der Indische Ozean in historischer Perspektive. (= Asien und Afrika. Beiträge des Zentrums für Asiatische und Afrikanische Studien (ZAAS) der Christian-Albrechts-Universität zu Kiel. Bd. 1). EB-Verlag, Schenefeld/Hamburg 1998, ISBN 3-930826-44-5, S. 245–261.
- Matthias Blazek: Seeräuberei, Mord und Sühne – Eine 700-jährige Geschichte der Todesstrafe in Hamburg 1292–1949. ibidem, Stuttgart 2012, ISBN 978-3-8382-0457-4.
- Robert Bohn: Die Piraten. 2. Auflage. Beck, München 2005, ISBN 3-406-48027-6 (eine allgemeinverständliche Einführung zur Geschichte der Piraterie in der Karibik und das „Goldene Zeitalter“).
- Douglas Botting u. a.: Geschichte der Seefahrt – Abenteurer der Karibik. Bechtermünz, Eltville am Rhein 1992, ISBN 3-86047-025-6.
- George Cypriano Bühler: Kampf den Piraten, Mein Einsatz unter fremder Flagge. Aufgeschrieben von Tina Klopp. Econ, Berlin 2013, ISBN 978-3-430-20150-6.
- Alejandro Colás, Bryan Mabee (Hrsg.): Mercenaries, pirates, bandits and empires. Private violence in historical context. Columbia University Press, New York 2010, ISBN 978-0-231-70208-9.
- David Cordingly: Piraten: Furcht und Schrecken auf den Weltmeeren. VGS Verlagsgesellschaft, Köln 1999, ISBN 3-8025-2708-9.
- David Cordingly: Unter schwarzer Flagge. Legende und Wirklichkeit des Piratenlebens. dtv, München 2001, ISBN 3-423-30817-6 (gute, einführende Vorstellung des Freibeuterwesens).
- Gabriele Dummschat: Klaus Störtebeker und die Hanse – Seefahrt und Piratenleben. Hinstorff Verlag, Rostock 2016, ISBN 978-3-356-02044-1.
- Alain Felkel: Operation Piratenjagd. Von der Antike bis zur Gegenwart. Osburg, Hamburg 2014, ISBN 978-3-95510-059-9.
- Christian Ferrara: Der langsame Niedergang des spanischen Weltreichs: Die Rivalität zwischen England und Spanien in Hispanoamerika und die Anfänge der Piraterie 1560–1600. Grin, München 2008, ISBN 978-3-638-89632-0.
- David Graeber: Auf der Suche nach der wahren Freiheit. Aus dem amerikanischen Englisch übersetzt von Werner Roller. Klett-Cotta, Stuttgart 2023, ISBN 978-3-608-98719-5.
- Volker Grieb, Sabine Todt (Hrsg.): Piraterie von der Antike bis zur Gegenwart (= Historische Mitteilungen, Beihefte. Bd. 81). Steiner, Stuttgart 2012, ISBN 978-3-515-10138-7.
- Daniel Heller-Roazen: Der Feind aller. Der Pirat und das Recht. Aus dem Englischen von Horst Brühmann. Fischer Wissenschaft, Frankfurt am Main 2010, ISBN 978-3-10-031410-9.
- Aleta-Amirée von Holzen: „A Pirate’s Life for Me!“ Von „The Black Pirate“ bis „Pirates of the Caribbean“ – Abenteuerkonzepte im Piratenfilm (= Populäre Literaturen und Medien. Bd. 1). SSI, Zürich 2007, ISBN 978-3-9521172-4-8 (Teilweise zugleich: Zürich, Universität, Lizentiatsarbeit, 2007).
- Michael Kempe: Fluch der Weltmeere. Piraterie, Völkerrecht und internationale Beziehungen 1500–1900. Campus, Frankfurt am Main 2010, ISBN 978-3-593-39291-2.
- Ralph Klein: Moderne Piraterie – Die Piraten vor Somalia und ihre frühen afrikanischen Brüder. Verlag Assoziation A, Berlin / Hamburg 2012, ISBN 978-3-86241-416-1.
- Siegfried Kohlhammer: Piraten. Vom Seeräuber zum Sozialrevolutionär. Zu Klampen, Springe 2022, ISBN 978-3-86674-612-1.
- Angus Kontam: Atlas der Beutezüge zur See. Weltbild, Augsburg 1999, ISBN 3-8289-0736-9. (Ausgiebig bebilderter Überblick von der Antike bis zur Gegenwart. Entgegen dem Titel nur wenige und kleine Schema-Karten)
- Peter Linebaugh, Marcus Rediker: The Many Headed Hydra, Sailors, Slaves, Commoners and the Hidden History of the Revolutionary Atlantic. Beacon Press, Boston 2005, ISBN 0-8070-5007-5.
  - Deutschsprachige Ausgabe: Die vielköpfige Hydra. Die verborgene Geschichte des revolutionären Atlantiks, Assoziation A, Berlin 2008, ISBN 978-3-935936-65-1.
- Georg Mischuk: Piraterie in Südostasien. Eine Analyse der beteiligten politischen Akteure sowie der Bedrohung für die kommerzielle Schifffahrt. Amt für Geoinformationswesen der Bundeswehr, Euskirchen 2009.
- Martin N. Murphy: Contemporary piracy and maritime terrorism, the threat to international security. (= Adelphi paper. 388). Routledge, Abingdon 2007, ISBN 978-0-415-45234-2.
- Andreas Obenaus, Eugen Pfister, Birgit Tremml (Hrsg.): Schrecken der Händler und Herrscher: Piratengemeinschaften in der Geschichte. Mandelbaum, Wien 2012, ISBN 978-3-85476-403-8.
- Marcus Rediker: Villains of All Nations, Atlantic Pirates in the Golden Age. Beacon Press, Boston 2004, ISBN 0-8070-5024-5.
- Hartmut Roder (Hrsg.): Piraten. Die Herren der sieben Meere. Edition Temmen: Bremen 2000, ISBN 3-86108-536-4. (Katalogbuch zu einer Ausstellung; darin u. a.: Detlef Quintern: Bremer Sklaven in Afrika? Zur Legende von den Piraten der Barbareskenküste. und Kay Hoffmann: Unterm Pflaster liegt der Strand. Einige Anmerkungen zum Piraten im Film)
- Hartmut Roder (Hrsg.): Piraten. Abenteuer oder Bedrohung? Edition Temmen, Bremen 2002, ISBN 3-86108-785-5. (Begleitband zum Symposium Piraterie in Geschichte und Gegenwart. Abenteuer oder Bedrohung? des Überseemuseum Bremen am 10./11. November 2000)
- Douglas Stewart: Piraten. Das organisierte Verbrechen auf See. mare, Hamburg 2002; Piper, München 2004, ISBN 3-492-23968-4 (beschäftigt sich ausschließlich mit der modernen Piraterie).
- Eigel Wiese: Piraterie – Neue Dimensionen eines alten Phänomens. Koehler, Hamburg 2010, ISBN 978-3-7822-1008-9.
- Rolf-Harald Wippich: Risiken des Fernostgeschäfts. Piratenüberfälle auf norddeutsche Handelsschiffe im Chinesischen Meer (1840–1870). In: Hansische Geschichtsblätter. Band 125, 2007, S. 143–168.
- Dieter Zimmerling: Störtebeker & Co. Verlag Die Hanse, Hamburg 2000, ISBN 3-434-52573-4.
- Ulrich Weidinger: Piraterie auf Weser, Elbe und Nordsee. Der Bremer Seeräuber Johann Hollemann.  In: Bremisches Jahrbuch 100 (2021), S. 79–111.
- Jann M. Witt: Piraten. Eine Geschichte von der Antike bis heute. Primus-Verlag, Darmstadt 2011, ISBN 978-3-89678-835-1.

### Belletristik
- Gavin Black (d. i. Oswald Morris Wynd): Piraten in Malaysia. München 1973. (Originalausgabe: A time for pirates, New York 1971)
- Johann Ernst Daniel Bornschein: Antonia della Roccini, die Seeräuber-Königin. Braunschweig 1801.
- Johann Ernst Daniel Bornschein: Der Seeräuber-König. Regensburg 1803.
- Carmen Boullosa: Sie sind Kühe, wir sind Schweine. Suhrkamp, Frankfurt am Main 1993. (st 3074, Frankfurt am Main 2000, ISBN 3-518-39574-2)
- Daniel Defoe: Die Abenteuer des Kapitän Singleton. Bastei Lübbe, Bergisch Gladbach 2001, ISBN 3-404-14488-0.
- Friedrich Gerstäcker: Die Flußpiraten des Mississippi. Swan-Buch-Verlag, Kehl 1993, ISBN 3-89507-019-X (1848) (eine Fortsetzung seines Romans Die Regulatoren in Arkansas)
- Björn Larsson: Long John Silver. Der abenteuerliche Bericht über mein freies Leben und meinen Lebenswandel als Glücksritter und Feind der Menschheit. Goldmann, München 2001, ISBN 3-442-45185-X.
- Ernst Friedrich Löhndorff: Old Jamaica Rum. Historischer Roman. Weiß-Verlag, Berlin 1978. (der Roman thematisiert Tortuga, Port Royal und viele der großen Piraten)
- Michael Peinkofer: Die Erben der schwarzen Flagge. Bastei Lübbe, Bergisch Gladbach 2006, ISBN 3-404-15417-7.
- Celia Rees: Piraten! Berlin-Verlag, Berlin 2003, ISBN 3-8270-5004-9. (Jugendbuch)
- Rafael Sabatini: Captain Blood. Edition Strange, Erkrath 2002, ISBN 3-89064-812-6.
- Rafael Sabatini: Der schwarze Schwan. Roman. Droemer Knaur, München 1978, ISBN 3-426-00558-1.
- Emilio Salgari: Sandokan, Abenteurer der Meere. Roman. Ullstein, Frankfurt am Main 1989, ISBN 3-548-21101-1. (enthält die Romane „Tigri di Mompracem“ und „i pirati della Malesia“)
- Emilio Salgari: Sandokan, der König von Malaysia. Roman. Ullstein, Frankfurt am Main 1988, ISBN 3-548-21093-7. (enthält die Romane „Due tigri“ und „Re del mare“)
- Rainer M. Schröder: Die Irrfahrten des David Cooper. eine abenteuerliche Schatzsuche. Omnibus-Verlag, München 2001, ISBN 3-570-27016-5. (Jugendbuch)
- Karl Schöpfer: Simon Tanzer, der furchtbarste, grausamste und frechste aller Seeräuber. 2 Bände, Nordhausen 1826 u. 1828.
- Robert Louis Stevenson: Die Schatzinsel. Manesse-Verlag, Zürich 2006, ISBN 3-7175-1382-6. (Wohl der bekannteste Roman über Piraten; der Schriftsteller Björn Larsson griff die Hauptfigur „Long John Silver“ in seinem gleichnamigen Roman erneut auf)
- Andreas Venzke u. a.: Gasparan oder Die letzte Fahrt des Francis Drake. Benziger-Verlag, Zürich 1996, ISBN 3-545-36531-X. (literarische Darstellung des Freibeuterwesens im elisabethanischen Zeitalter)
- Klaus Lingenauber: Störtebekers Beifang – Freibeuter wider Willen. (Convent-Comic). Convent-Verlag, Hamburg 2006, ISBN 3-86633-002-2.
- Marvin Chlada (Hrsg.): Störtebeker. Seeräuber, Volksheld, Legende – eine Anthologie, Verlag Trikont-Duisburg und Verlag Dialog-Edition: Duisburg-Istanbul 2017, ISBN 978-3-945634-20-2

### Historische Piraterie
- Pirate Image Archive. (englisch).
- Cindy Vallar: Pirates and Privateers: The History of Maritime Piracy. (englisch).
- Howard Pyle: Book of Pirates: fiction, fact & fancy concerning the buccaneers & marooners of the Spanish Main. Archiviert vom Original (nicht mehr online verfügbar) am 2. Oktober 2008 (englisch).
- Piratenmuseum Madagaskar (deutsch, französisch, englisch)
- Brethren Of The Coast (englisch)
- Friedrich Gerstäcker: Die Flußpiraten des Mississippi. Projekt Gutenberg-DE
- Ruby Sircar, Matthias Bernhart, Wolfgang Meisinger: Piraterie in der Karibik: Interview mit dem Historiker Bernd Hausberger. (mp3-Audio; 9,6 MB; 27:57 Minuten) In: gegensprechanlage.at. 15. Oktober 2007.
- Jens Rosbach: Jüdische Piraten – Die Rächer der Sepharden. In: Deutschlandfunk-Kultur-Sendung „Aus der jüdischen Welt“. 15. November 2019 (auch als mp3-Audio, 12,8 MB, 14:04 Minuten).
- Rühmlich oder nicht. In: wir-juden.com.

### Moderne Piraterie
- Anna Sturm: Moderne Piraterie als sicherheitspolitisches Problem. (PDF; 1,3 MB) In: Kölner Arbeitspapiere zur internationalen Politik 3/2003. Universität zu Köln, März 2003, archiviert vom Original (nicht mehr online verfügbar) am 6. Januar 2006.
- Suchergebnisse: Piraterie. Deutsches Maritimes Kompetenznetz
- Introduction to Modern Yacht Piracy. In: SailingAhead.com. (englisch).
- Piraterie heute – ein „Millionengeschäft“. Münchener Rück, 17. September 2009, archiviert vom Original (nicht mehr online verfügbar) am 28. September 2009.
- Solomon Kane, Laurent Passicousset: Piraterie in asiatischen Gewässern. In: taz.de. 16. Juni 2000 (zuerst veröffentlicht in Le Monde diplomatique).
- Norbert B. Wagner: Pirata hostis generi humani – Zu den rechtlichen Grundlagen der Bekämpfung von Piraterie durch Seestreitkräfte. (PDF; 312 kB) Ehemals im Original (nicht mehr online verfügbar)
- Special: Piratenjagd am Horn von Afrika. In: Handelsblatt Online.